# Кабри (кибуц)
Кабри (ивр. כַּבְּרִי‎) — кибуц на севере Израиля, в Западной Галилее, примерно в четырёх километрах к востоку от средиземноморского города Нагария, региональный совета Мате Ашер. Из кибуца открывается вид на Средиземное море, а также видна граница с Ливаном. Вблизи кибуца расположены четыре природных источника, которые снабжают водой его и близлежащие мошавы Бен-Ами и Натив-ха-Шаяра. 
На территории киббуца находятся два археологических памятника: Тель-Кабри и византийский колодец с мозаичным полом. В 2020 население города составляло 1 054 человек.

## История

### Предыстория
Местность была впервые заселена в период неолита (16 000 лет назад). Постоянные сооружения датируются 10000 годом до н. э. Археологами были обнаружены остатки древнего города, построенного около 2500 года до н. э. Территория города (32 гектара) была окружена земляными насыпями семи метров высотой и тридцати пяти метров толщиной, охранялась сторожевыми башнями.
В 1 километре к юго-западу от кибуца расположен древний холм Тель-Кабри, на месте которого был расположен город-государство, в центре которого находился дворец правящего монарха. Двухэтажный дворец был украшен красочными фресками и орнаментами в минойском стиле. Жители города (их численность оценивается в 5000 человек) зарабатывали на жизнь сельским хозяйством и международной торговлей. Во время раскопок в руинах и могилах были обнаружены остатки товаров из Египта, Турции и Крита. Город был связан с портом на побережье, расположенным, по-видимому, под Ахзивом. Город-государство был полностью заброшен около 1600 г. до н. э. по неизвестным причинам.

### Древняя история
Финикийцы основали рядом с заброшенным городом город-крепость площадью 1,5 гектара, при раскопках которого были найдены оружие и кухонные принадлежности греческих наёмников, а также редкая чаша, в которой готовилась пурпурная краска — главный экспортный товар финикийцев. Поселение просуществовало с IX века до н. э. до конца VII века, было разрушено вавилонянами.

### Современная история
Раньше на месте кибуца были палестинские деревни Аль-Кабри и Аль-Нахр.
Палестинская деревня Аль-Кабри появилась после периода крестоносцев.
В 1948 году конвой Йехиама был уничтожен при проезде через деревню. По словам израильского историка Бенни Морриса, ответная атака «Хаганы» привела к бегству большинства жителей деревни, а другие были убиты. Аль-Кабри была среди деревень, снесенных с целью гарантировать, что её жители никогда не вернутся.
На месте деревни, перемещенными членами кибуца Бейт ха-Арава и молодыми беженцами из Молодежной алии, был основан новый кибуц (1949). Жители кибуца Бейт-ха-Арава, расположенного вдоль реки Иордан недалеко от Иерихона, были эвакуированы во время арабо-израильской войны 1948 года, сам кибуц Бейт-ха-Арава был разрушен вторгшимися иорданскими войсками. Дети и женщины из Бейт Ха-Аравы были эвакуированы в кибуц Шфаим
Вскоре после начала войны Железных мечей жители кибуца Кабри были эвакуированы, а обе региональные школы в кибуце были преобразованы в военные базы.

## Население
По данным Центрального статистического бюро Израиля, население на начало 2020 года составляло 1 054 человека.

## Экономика
Основа обеспечения кибуца — успешная банановая плантация и авокадовые рощи, где и велась большая часть археологических раскопок в ходе продолжающейся археологической экспедиции в Тель-Кабри. В кибуце также есть завод по литью металла и воска (Кабиран), завод по производству пластмасс (Рион), ресторан, региональный концертный зал и курортный поселок.

## Образовательные учреждения
На территории кибуца расположены две школы:
- региональная начальная школа «Мааянот»
- региональная средняя школа «Манор-Кабри», в которой особое внимание уделяется образованию в области искусств, предлагаются специальности (10-12 классы) по музыке, изобразительному искусству, драме и кино/видео.

Бывший депутат Кнессета и житель Кабри Даниэль Росолио преподавал в обеих школах.
Также есть ясли, детский сад, а также образование для взрослых со множеством культурных мероприятий.

## Известные люди
- Ярдена Арази, певица и артистка
- Авишай Коэн, джазовый контрабасист, композитор, певец и аранжировщик
- Элам Ротем, эксперт по старинной музыке, особенно по творчеству еврейско-итальянского композитора эпохи барокко Саламоне Росси, учился здесь в средней школе[4]
- Эйвал Гилади, генерал
- Ори Райзман, художник
- Даниэль Росолио, политик и депутат Кнессета
- Здесь жила и была похоронена Авива Рабинович -Вин (אביבה רבינוביץ'-וין), профессор ботаники, главный научный сотрудник Управления природы и парков Израиля и активистка по охране окружающей среды.